# Isabella Seragnoli
Isabella Seràgnoli (Bologna, 23 dicembre 1945) è un'imprenditrice e filantropa italiana.

## Biografia
Fin da giovanissima dopo la maturità classica, Isabella Seràgnoli entra a Bologna nel gruppo industriale di famiglia, fondato nel 1928, espansosi nel secondo dopoguerra grazie al padre e al suo cugino, Enzo e Ariosto Seràgnoli. A metà degli anni settanta consegue il diploma in Economia e Merceologia degli Alimenti presso la Facoltà di Economia dell’Università di Bologna, in seguito si laurea in Dietistica presso la Facoltà di Medicina e Chirurgia dell’Università di Chieti. 
Dal 2002, dopo la suddivisione della proprietà di famiglia tra la sorella Simonetta e i cugini Daniela e Giorgio, è presidente e azionista unico di Coesia, Gruppo di aziende di soluzioni industriali e di imballaggio, basato sull'innovazione e che opera globalmente. Il Gruppo è composto da 21 aziende con un fatturato nel 2019 di 1958 milioni di euro, 83 impianti produttivi e 8.500 collaboratori.
Si dedica anche alla "Corporate Philanthropy".

## Altre attività
Isabella Seràgnoli è presidente di B. Group S.p.A., società di investimenti nel private equity, e di Mais S.p.A., società finanziaria e holding di partecipazioni in società industriali e finanziarie, con pacchetti azionari in Mediobanca, Tamburi Investment Partners, Marcolin, Interpump Group (partecipazione scesa al 2,9% nel gennaio 2018), Nuovo Trasporto Viaggiatori (partecipazione del 6,9% ceduta nel febbraio 2018 ad un gruppo americano per 110 milioni di euro).

## Filantropia
Fin dagli anni settanta, la famiglia Seràgnoli ha destinato risorse a sostegno di attività socio-sanitarie e medico-scientifiche, che hanno visto realizzare:
- l'Istituto di Ematologia e Oncologia Medica "Lorenzo e Ariosto Seràgnoli" del Policlinico S.Orsola di Bologna (ulteriormente ampliato nel 1987 e nel 1997)[10]
- il finanziamento per la ricerca e la ristrutturazione di un reparto dell'Istituto di Psichiatria dell'Università di Pisa
- il Reparto di Oncologia ed Ematologia Pediatrica L. Seràgnoli del Policlinico S. Orsola[11]
- l'Hospice Maria Teresa Chiantore Seràgnoli, centro di assistenza gratuita per pazienti oncologici non guaribili; all'Hospice Bentivoglio, oggi gestito dalla Fondazione Hospice MT.C. Seràgnoli, è stata affidata anche la gestione dell'Hospice Bellaria e dell'Hospice Casalecchio.[12]

### Fondazione Isabella Seragnoli
Nel 2003 è stata creata la Fondazione Isabella Seragnoli, che ha contribuito a realizzare numerose strutture sociali, tra le quali:
- Casa Ail, struttura residenziale gratuita per i familiari e pazienti dimessi dall'Istituto di Ematologia e Oncologia L. e A. Seragnoli;
- Centro Gruber per la diagnosi, cura e riabilitazione dei disturbi dell'alimentazione;
- Residenza Gruber, struttura adibita al trattamento di riabilitazione psico-nutrizionale di pazienti che necessitano di cure specialistiche per i Disturbi della Nutrizione e dell'Alimentazione (DNA);
- Accademia delle Scienze di Medicina Palliativa, nata per promuovere la cultura delle Cure Palliative attraverso la formazione professionale e organizzativa, e lo sviluppo di programmi di ricerca di base, clinica e preclinica. Dal 2006 organizza, in collaborazione con Alma Mater Studiorum - Università di Bologna, Master universitari rivolti agli operatori che lavorano nell'ambito delle cure palliative.[14]
- Hospice Bellaria, anche chiamato "Arca sull'Albero" e costruito su progetto di Renzo Piano, è l'Hospice pediatrico di riferimento regionale. Si trova nelle adiacenze dell'ospedale Bellaria, al confine con il comune di San Lazzaro di Savena ed è rivolto ai bambini con malattie inguaribili.  [15][16]

### Fondazione MAST
Isabella Seragnoli è presidente della Fondazione MAST, un'organizzazione non profit che si occupa del coordinamento delle attività legate all'omonimo centro multifunzionale aperto nel 2013.

## Riconoscimenti
- Nel 2014 le è stato assegnato il Premio Provincia 2014.[18]